# 木曽町

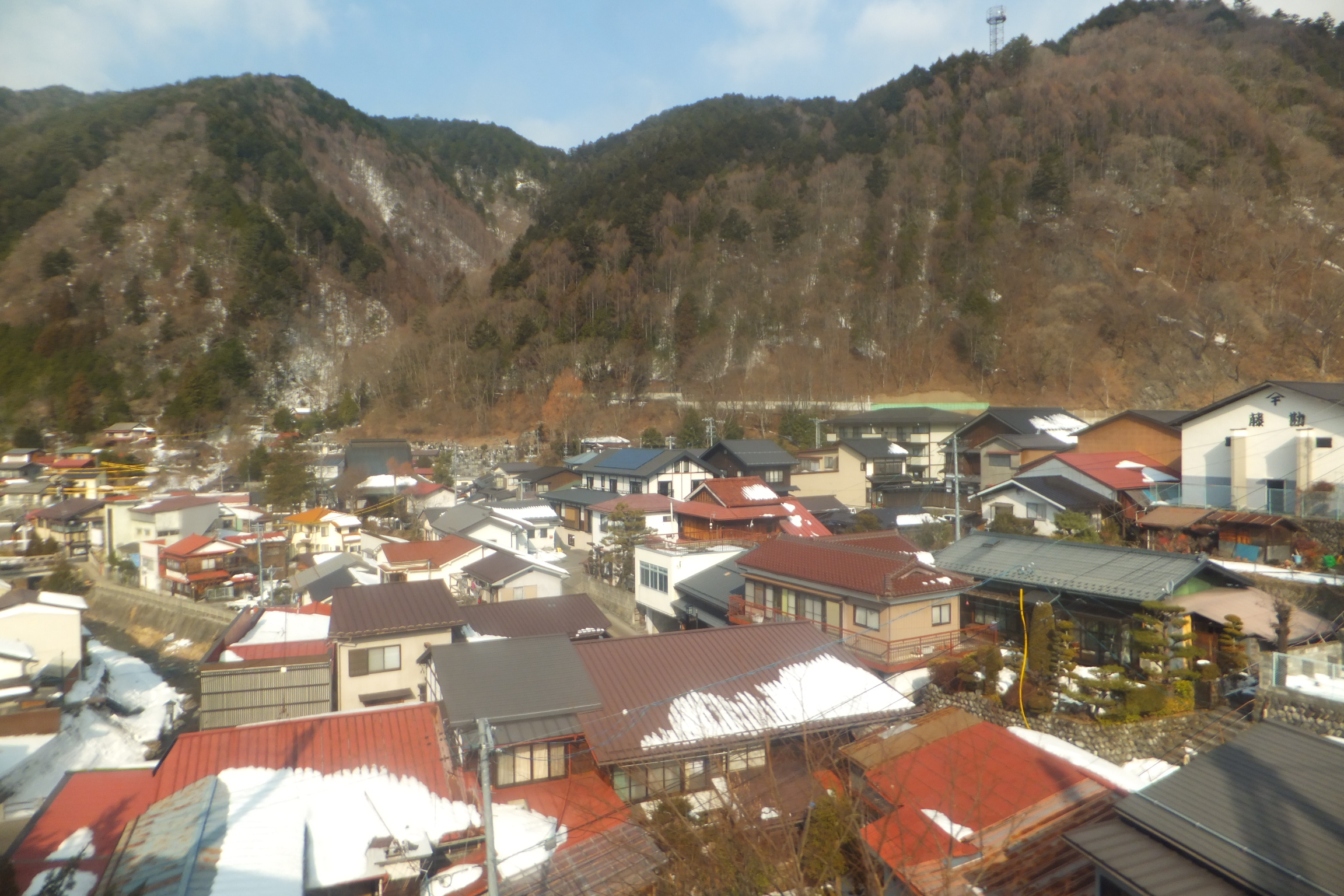
木曽町中心部（福島）

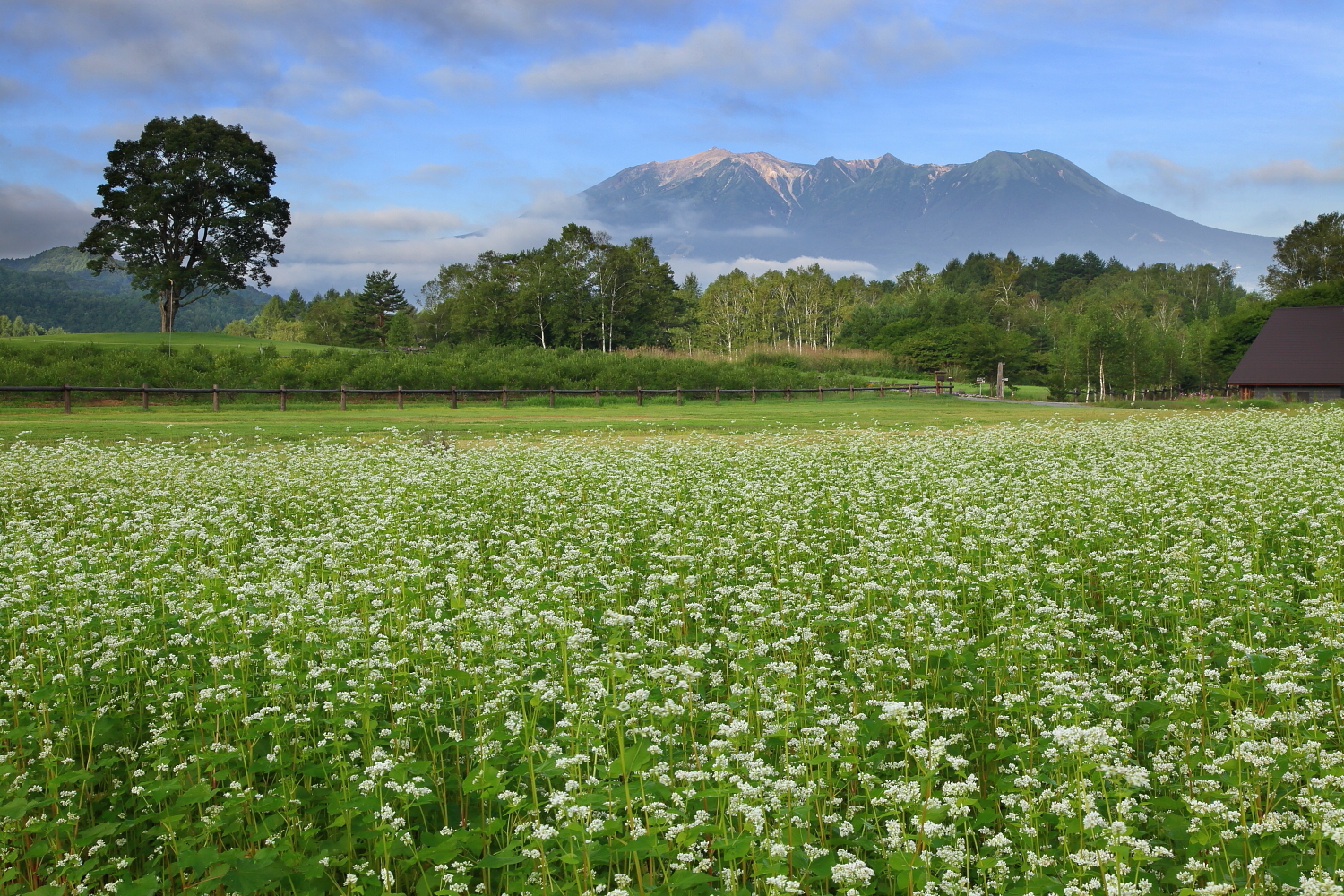
ソバ畑と御嶽山（開田高原）

木曽町（きそまち）は、長野県木曽郡中央部にある町。平成の大合併（2005年（平成19年）で木曽福島町、日義村、開田村、三岳村が合併してできた町。「日本で最も美しい村連合」の一つ。

## 地理
長野県の南西部に位置し、90％を山林が占めている。町の中央に木曽川が南北に流れ、木曽川に沿って国道19号とJR中央本線（中央西線）が通っている。東に中央アルプス木曽駒ヶ岳、西に御嶽山がそびえている。
町内にある開田高原は標高1,000以上の高地にあり、一年を通して非常に冷涼である。

### 地形

#### 山地
主な山
- 御嶽山
- 木曽駒ヶ岳
- 将棊頭山
- 麦草岳
- 大棚入山
- 鎌ヶ峰

#### 河川
主な川
- 木曽川
- 王滝川

### 人口
| |                                        |  |
| 木曽町と全国の年齢別人口分布（2005年） | 木曽町の年齢・男女別人口分布（2005年） |  |
| ■紫色 ― 木曽町 ■緑色 ― 日本全国 | ■青色 ― 男性 ■赤色 ― 女性              |  |
| 木曽町（に相当する地域）の人口の推移 \| 1970年（昭和45年） \| 18,868人 \| \| \| 1975年（昭和50年） \| 18,156人 \| \| \| 1980年（昭和55年） \| 17,426人 \| \| \| 1985年（昭和60年） \| 16,825人 \| \| \| 1990年（平成2年） \| 15,789人 \| \| \| 1995年（平成7年） \| 15,221人 \| \| \| 2000年（平成12年） \| 14,866人 \| \| \| 2005年（平成17年） \| 13,900人 \| \| \| 2010年（平成22年） \| 12,743人 \| \| \| 2015年（平成27年） \| 11,826人 \| \| \| 2020年（令和2年） \| 10,584人 \| \| |                                        |  |
| 総務省統計局 国勢調査より |                                        |  |
| 1970年（昭和45年） | 18,868人                               |  |
| 1975年（昭和50年） | 18,156人                               |  |
| 1980年（昭和55年） | 17,426人                               |  |
| 1985年（昭和60年） | 16,825人                               |  |
| 1990年（平成2年） | 15,789人                               |  |
| 1995年（平成7年） | 15,221人                               |  |
| 2000年（平成12年） | 14,866人                               |  |
| 2005年（平成17年） | 13,900人                               |  |
| 2010年（平成22年） | 12,743人                               |  |
| 2015年（平成27年） | 11,826人                               |  |
| 2020年（令和2年） | 10,584人                               |  |

### 隣接自治体
長野県
- 松本市
- 塩尻市
- 伊那市
- 木曽郡（木祖村、上松町、王滝村）
- 上伊那郡（宮田村）

岐阜県
- 高山市
- 下呂市

## 気候
寒暖の差が大きく気温の年較差、日較差が大きい顕著な大陸性気候である。
開田高原は、近年でも-20℃を下回る気温が観測され、2017年1月26日に-21.0℃、2018年2月8日に-20.9℃、2022年1月2日に-21.6℃、2022年1月22日に-21.1℃を観測している。
| 木曽福島（1991年 - 2020年）の気候  | 木曽福島（1991年 - 2020年）の気候 | 木曽福島（1991年 - 2020年）の気候 | 木曽福島（1991年 - 2020年）の気候 | 木曽福島（1991年 - 2020年）の気候 | 木曽福島（1991年 - 2020年）の気候 | 木曽福島（1991年 - 2020年）の気候 | 木曽福島（1991年 - 2020年）の気候 | 木曽福島（1991年 - 2020年）の気候 | 木曽福島（1991年 - 2020年）の気候 | 木曽福島（1991年 - 2020年）の気候 | 木曽福島（1991年 - 2020年）の気候 | 木曽福島（1991年 - 2020年）の気候 | 木曽福島（1991年 - 2020年）の気候 |
| 月                                 | 1月                               | 2月                               | 3月                               | 4月                               | 5月                               | 6月                               | 7月                               | 8月                               | 9月                               | 10月                              | 11月                              | 12月                              | 年                                |
| ---------------------------------- | --------------------------------- | --------------------------------- | --------------------------------- | --------------------------------- | --------------------------------- | --------------------------------- | --------------------------------- | --------------------------------- | --------------------------------- | --------------------------------- | --------------------------------- | --------------------------------- | --------------------------------- |
| 最高気温記録 °C （°F）             | 15.2 (59.4)                       | 19.3 (66.7)                       | 23.6 (74.5)                       | 29.1 (84.4)                       | 31.6 (88.9)                       | 35.6 (96.1)                       | 35.9 (96.6)                       | 36.1 (97)                         | 35.4 (95.7)                       | 30.8 (87.4)                       | 23.8 (74.8)                       | 19.4 (66.9)                       | 36.1 (97)                         |
| 平均最高気温 °C （°F）             | 4.5 (40.1)                        | 6.0 (42.8)                        | 10.5 (50.9)                       | 16.7 (62.1)                       | 22.0 (71.6)                       | 24.8 (76.6)                       | 28.0 (82.4)                       | 29.8 (85.6)                       | 25.8 (78.4)                       | 20.0 (68)                         | 13.9 (57)                         | 7.5 (45.5)                        | 17.5 (63.5)                       |
| 日平均気温 °C （°F）               | −1.4 (29.5)                       | −0.5 (31.1)                       | 3.5 (38.3)                        | 9.4 (48.9)                        | 14.7 (58.5)                       | 18.6 (65.5)                       | 22.3 (72.1)                       | 23.2 (73.8)                       | 19.3 (66.7)                       | 12.9 (55.2)                       | 6.6 (43.9)                        | 1.3 (34.3)                        | 10.8 (51.4)                       |
| 平均最低気温 °C （°F）             | −6.4 (20.5)                       | −6.1 (21)                         | −2.3 (27.9)                       | 2.7 (36.9)                        | 8.3 (46.9)                        | 13.8 (56.8)                       | 18.1 (64.6)                       | 18.8 (65.8)                       | 14.8 (58.6)                       | 8.0 (46.4)                        | 1.3 (34.3)                        | −3.5 (25.7)                       | 5.6 (42.1)                        |
| 最低気温記録 °C （°F）             | −16.4 (2.5)                       | −18.8 (−1.8)                      | −13.1 (8.4)                       | −7.3 (18.9)                       | −2.2 (28)                         | 2.8 (37)                          | 9.9 (49.8)                        | 9.3 (48.7)                        | 1.5 (34.7)                        | −2.8 (27)                         | −7.7 (18.1)                       | −14.4 (6.1)                       | −18.8 (−1.8)                      |
| 降水量 mm （inch）                 | 63.2 (2.488)                      | 83.2 (3.276)                      | 146.8 (5.78)                      | 157.2 (6.189)                     | 177.0 (6.969)                     | 220.7 (8.689)                     | 289.7 (11.406)                    | 187.8 (7.394)                     | 231.0 (9.094)                     | 183.5 (7.224)                     | 112.7 (4.437)                     | 73.9 (2.909)                      | 1,926.7 (75.854)                  |
| 平均降水日数 （≥1.0 mm）           | 7.2                               | 7.3                               | 10.8                              | 11.3                              | 11.6                              | 13.8                              | 14.9                              | 11.8                              | 12.1                              | 10.5                              | 8.3                               | 8.6                               | 128.2                             |
| 平均月間日照時間                   | 141.1                             | 155.2                             | 181.5                             | 198.8                             | 210.0                             | 160.2                             | 166.1                             | 195.1                             | 157.1                             | 158.4                             | 149.9                             | 131.9                             | 2,005.3                           |
| 出典1：Japan Meteorological Agency |                                   |                                   |                                   |                                   |                                   |                                   |                                   |                                   |                                   |                                   |                                   |                                   |                                   |
| 出典2：気象庁                      |                                   |                                   |                                   |                                   |                                   |                                   |                                   |                                   |                                   |                                   |                                   |                                   |                                   |

| 開田高原（1991年 - 2020年）の気候  | 開田高原（1991年 - 2020年）の気候 | 開田高原（1991年 - 2020年）の気候 | 開田高原（1991年 - 2020年）の気候 | 開田高原（1991年 - 2020年）の気候 | 開田高原（1991年 - 2020年）の気候 | 開田高原（1991年 - 2020年）の気候 | 開田高原（1991年 - 2020年）の気候 | 開田高原（1991年 - 2020年）の気候 | 開田高原（1991年 - 2020年）の気候 | 開田高原（1991年 - 2020年）の気候 | 開田高原（1991年 - 2020年）の気候 | 開田高原（1991年 - 2020年）の気候 | 開田高原（1991年 - 2020年）の気候 |
| 月                                 | 1月                               | 2月                               | 3月                               | 4月                               | 5月                               | 6月                               | 7月                               | 8月                               | 9月                               | 10月                              | 11月                              | 12月                              | 年                                |
| ---------------------------------- | --------------------------------- | --------------------------------- | --------------------------------- | --------------------------------- | --------------------------------- | --------------------------------- | --------------------------------- | --------------------------------- | --------------------------------- | --------------------------------- | --------------------------------- | --------------------------------- | --------------------------------- |
| 最高気温記録 °C （°F）             | 11.4 (52.5)                       | 14.5 (58.1)                       | 20.4 (68.7)                       | 26.9 (80.4)                       | 29.6 (85.3)                       | 31.2 (88.2)                       | 32.2 (90)                         | 32.2 (90)                         | 30.8 (87.4)                       | 24.9 (76.8)                       | 21.1 (70)                         | 17.2 (63)                         | 32.2 (90)                         |
| 平均最高気温 °C （°F）             | 0.2 (32.4)                        | 1.5 (34.7)                        | 5.8 (42.4)                        | 12.9 (55.2)                       | 18.8 (65.8)                       | 21.7 (71.1)                       | 25.0 (77)                         | 26.3 (79.3)                       | 21.9 (71.4)                       | 16.1 (61)                         | 9.9 (49.8)                        | 3.3 (37.9)                        | 13.6 (56.5)                       |
| 日平均気温 °C （°F）               | −4.8 (23.4)                       | −4.1 (24.6)                       | −0.2 (31.6)                       | 6.0 (42.8)                        | 11.6 (52.9)                       | 15.5 (59.9)                       | 19.4 (66.9)                       | 20.0 (68)                         | 15.9 (60.6)                       | 9.5 (49.1)                        | 3.5 (38.3)                        | −1.9 (28.6)                       | 7.6 (45.7)                        |
| 平均最低気温 °C （°F）             | −10.9 (12.4)                      | −10.8 (12.6)                      | −6.3 (20.7)                       | −0.9 (30.4)                       | 4.3 (39.7)                        | 10.1 (50.2)                       | 14.8 (58.6)                       | 15.2 (59.4)                       | 11.0 (51.8)                       | 3.9 (39)                          | −2.3 (27.9)                       | −7.2 (19)                         | 1.8 (35.2)                        |
| 最低気温記録 °C （°F）             | −21.6 (−6.9)                      | −22.0 (−7.6)                      | −19.2 (−2.6)                      | −15.8 (3.6)                       | −6.4 (20.5)                       | −0.7 (30.7)                       | 5.1 (41.2)                        | 5.3 (41.5)                        | −2.2 (28)                         | −7.1 (19.2)                       | −13.1 (8.4)                       | −21.0 (−5.8)                      | −22.0 (−7.6)                      |
| 降水量 mm （inch）                 | 76.8 (3.024)                      | 94.2 (3.709)                      | 162.2 (6.386)                     | 174.4 (6.866)                     | 202.3 (7.965)                     | 240.5 (9.469)                     | 304.0 (11.969)                    | 199.6 (7.858)                     | 252.6 (9.945)                     | 200.0 (7.874)                     | 126.1 (4.965)                     | 92.9 (3.657)                      | 2,109.9 (83.067)                  |
| 降雪量 cm （inch）                 | 127 (50)                          | 115 (45.3)                        | 91 (35.8)                         | 14 (5.5)                          | 0 (0)                             | 0 (0)                             | 0 (0)                             | 0 (0)                             | 0 (0)                             | 0 (0)                             | 6 (2.4)                           | 79 (31.1)                         | 430 (169.3)                       |
| 平均降水日数 （≥1.0 mm）           | 11.5                              | 10.4                              | 12.3                              | 11.6                              | 12.1                              | 14.4                              | 15.7                              | 13.1                              | 12.5                              | 11.0                              | 9.1                               | 11.4                              | 145.0                             |
| 出典1：Japan Meteorological Agency |                                   |                                   |                                   |                                   |                                   |                                   |                                   |                                   |                                   |                                   |                                   |                                   |                                   |
| 出典2：気象庁                      |                                   |                                   |                                   |                                   |                                   |                                   |                                   |                                   |                                   |                                   |                                   |                                   |                                   |

## 歴史

### 沿革
- 2002年（平成14年）

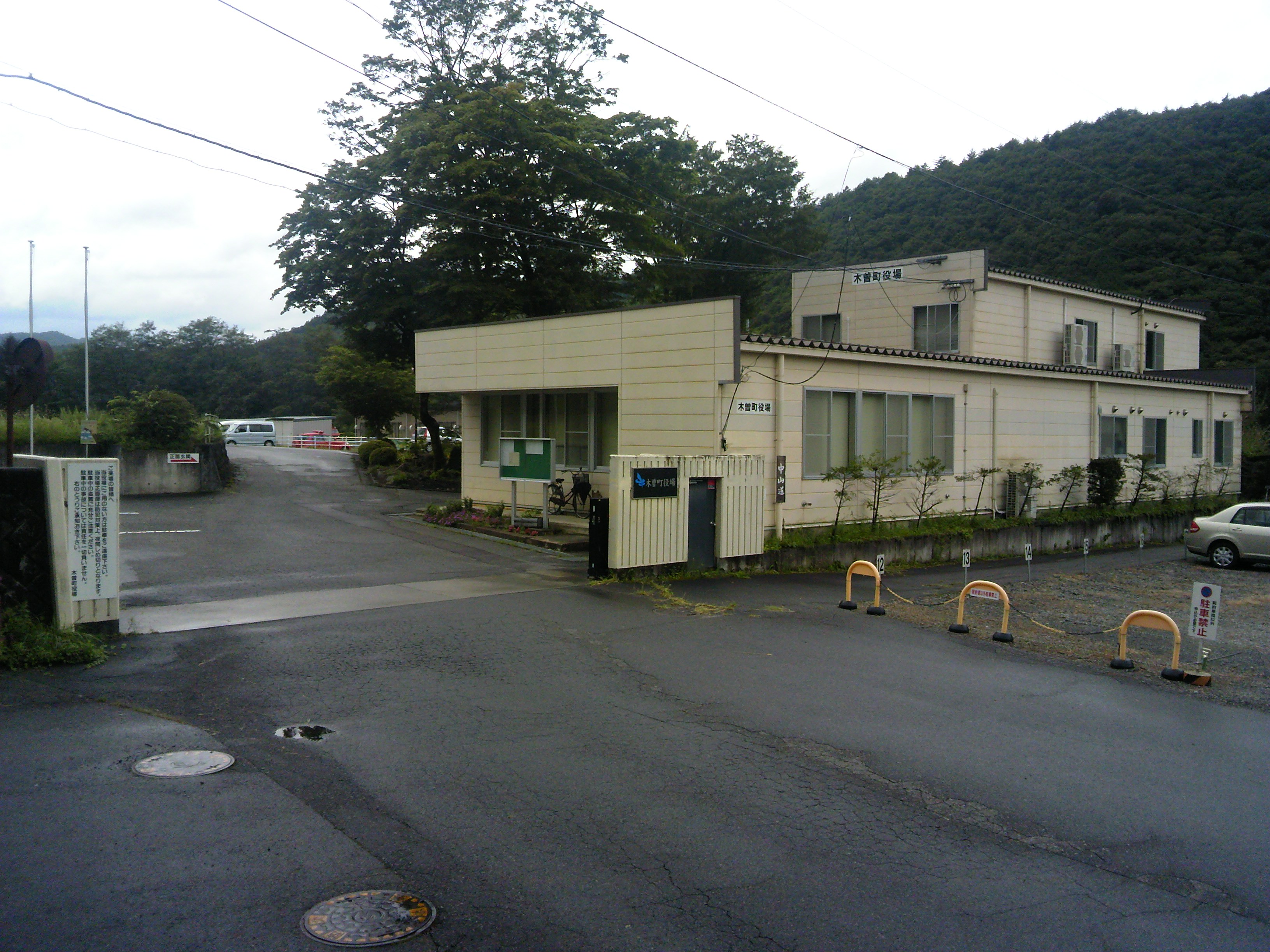
旧木曽町役場

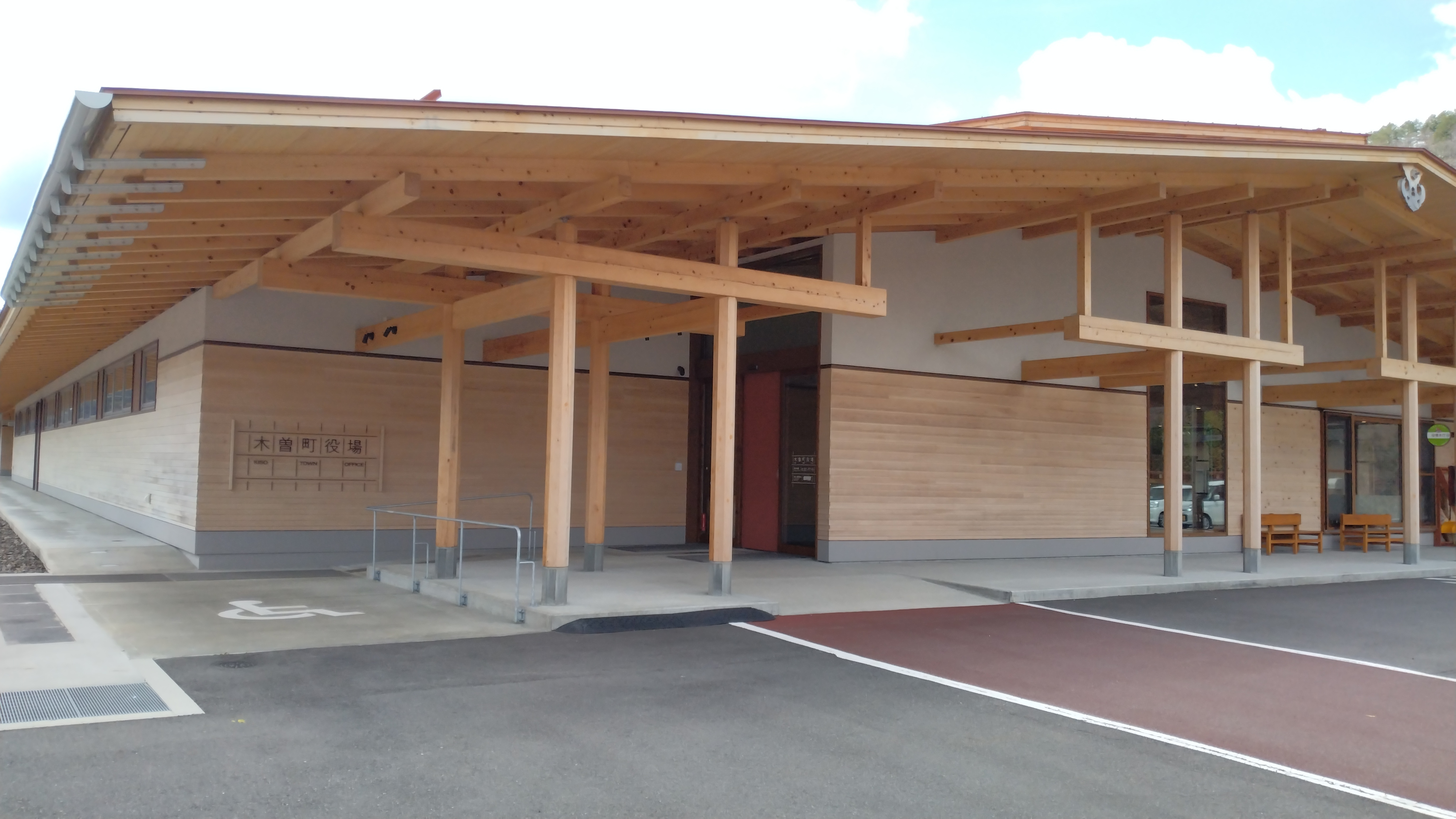
木曽町役場新庁舎

  - 1月31日 - 木曽郡11町村（当時）で木曽市を目指す合併検討会を設置。その後、南端の山口村が岐阜県中津川市と、北端の楢川村が塩尻市と合併を目指すことになり、検討会から離脱。さらに南木曽町および大桑村（ともに現在は単独町村制）が2町村で合併する方針（後に破談）を固めて離脱。
  - 8月9日 - 木曽福島町、上松町、日義村、木祖村、開田村、三岳村および王滝村の7町村で任意合併協議会を設置。（第1期）
- 2003年（平成15年）5月14日 - 法定合併協議会（旧）に移行。
- 2004年（平成16年）
  - 7月31日 - 木祖村で行われた住民投票で合併反対が多数となったため法定合併協議会を解散。
  - 8月11日 - 残った6町村で「木曽町合併研究会」を設置。（第2期）
  - 9月30日 - 上松町で行われた住民投票で合併反対が多数となったため「木曽町合併研究会」を解散。同時に、王滝村も自立を表明（財政面で多重負債を抱える王滝村の合併の参加に他の町村が難色を示したことが原因）。
  - 11月11日 - 4町村で法定合併協議会を設置。（第3期）
- 2005年（平成17年）
  - 8月12日 - 官報告示。
  - 11月1日 - 木曽福島町、日義村、開田村および三岳村を廃し、その区域をもって木曽町を設置する[3]。木曽郡内で唯一の新設町となる。
- 2014年（平成26年）
  - 9月27日 - 2014年の御嶽山噴火（58人死亡 5人行方不明）
- 2017年（平成29年）
  - 6月25日 - 長野県南西部を震源地とする地震(M5.7)が発生、木曽町・王滝村で震度5強を観測
- 2021年（令和3年）
  - 4月5日 - 木曽町役場新本庁舎が開庁[4]。

## 変遷表
| 明治元年             | 明治7年9月7日 - 11月7日             | 明治9年8月21日       | 明治12年1月4日 郡区町村 編制法施行 | 明治14年3月                             | 明治22年 4月1日 町村制施行 | 明治26年5月27日                                 | 昭和42年4月3日                            | 昭和43年5月1日                                   | 平成17年11月1日                      | 現在                 |
| -------------------- | ----------------------------------- | -------------------- | ---------------------------------- | --------------------------------------- | -------------------------- | ----------------------------------------------- | ----------------------------------------- | ------------------------------------------------ | ------------------------------------ | -------------------- |
| 信濃国 筑摩郡 福島村 | 明治7年11月7日 筑摩県 筑摩郡 福島村 | 長野県 筑摩郡 福島村 | 長野県 西筑摩郡 福島村             | 長野県 西筑摩郡 福島村                  | 長野県 西筑摩郡 福島村     | 明治26年5月27日 町制 長野県 西筑摩郡 木曽福島町 | 昭和42年4月3日 長野県 西筑摩郡 木曽福島町 | 昭和43年5月1日 郡名変更 長野県 木曽郡 木曽福島町 | 平成17年11月1日 長野県 木曽郡 木曽町 | 長野県 木曽郡 木曽町 |
| 信濃国 筑摩郡 岩郷村 | 明治7年11月7日 筑摩県 筑摩郡 福島村 | 長野県 筑摩郡 福島村 | 長野県 西筑摩郡 福島村             | 長野県 西筑摩郡 福島村                  | 長野県 西筑摩郡 福島村     | 明治26年5月27日 町制 長野県 西筑摩郡 木曽福島町 | 昭和42年4月3日 長野県 西筑摩郡 木曽福島町 | 昭和43年5月1日 郡名変更 長野県 木曽郡 木曽福島町 | 平成17年11月1日 長野県 木曽郡 木曽町 | 長野県 木曽郡 木曽町 |
| 信濃国 筑摩郡 黒川村 | 明治7年11月7日 筑摩県 筑摩郡 新開村 | 長野県 筑摩郡 新開村 | 長野県 西筑摩郡 新開村             | 長野県 西筑摩郡 新開村                  | 長野県 西筑摩郡 新開村     | 長野県 西筑摩郡 新開村                          | 昭和42年4月3日 長野県 西筑摩郡 木曽福島町 | 昭和43年5月1日 郡名変更 長野県 木曽郡 木曽福島町 | 平成17年11月1日 長野県 木曽郡 木曽町 | 長野県 木曽郡 木曽町 |
| 信濃国 筑摩郡 上田村 | 明治7年11月7日 筑摩県 筑摩郡 新開村 | 長野県 筑摩郡 新開村 | 長野県 西筑摩郡 新開村             | 長野県 西筑摩郡 新開村                  | 長野県 西筑摩郡 新開村     | 長野県 西筑摩郡 新開村                          | 昭和42年4月3日 長野県 西筑摩郡 木曽福島町 | 昭和43年5月1日 郡名変更 長野県 木曽郡 木曽福島町 | 平成17年11月1日 長野県 木曽郡 木曽町 | 長野県 木曽郡 木曽町 |
| 信濃国 筑摩郡 原野村 | 明治7年11月7日 筑摩県 筑摩郡 日義村 | 長野県 筑摩郡 日義村 | 長野県 西筑摩郡 日義村             | 長野県 西筑摩郡 日義村                  | 長野県 西筑摩郡 日義村     | 長野県 西筑摩郡 日義村                          | 長野県 西筑摩郡 日義村                    | 長野県 木曽郡 日義村                             | 平成17年11月1日 長野県 木曽郡 木曽町 | 長野県 木曽郡 木曽町 |
| 信濃国 筑摩郡 宮越村 | 明治7年11月7日 筑摩県 筑摩郡 日義村 | 長野県 筑摩郡 日義村 | 長野県 西筑摩郡 日義村             | 長野県 西筑摩郡 日義村                  | 長野県 西筑摩郡 日義村     | 長野県 西筑摩郡 日義村                          | 長野県 西筑摩郡 日義村                    | 長野県 木曽郡 日義村                             | 平成17年11月1日 長野県 木曽郡 木曽町 | 長野県 木曽郡 木曽町 |
| 信濃国 筑摩郡 西野村 | 明治7年9月7日 筑摩県 筑摩郡 開田村  | 長野県 筑摩郡 開田村 | 長野県 西筑摩郡 開田村             | 明治14年3月 分立 長野県 西筑摩郡 西野村 | 長野県 西筑摩郡 開田村     | 長野県 西筑摩郡 開田村                          | 長野県 西筑摩郡 開田村                    | 長野県 木曽郡 開田村                             | 平成17年11月1日 長野県 木曽郡 木曽町 | 長野県 木曽郡 木曽町 |
| 信濃国 筑摩郡 末川村 | 明治7年9月7日 筑摩県 筑摩郡 開田村  | 長野県 筑摩郡 開田村 | 長野県 西筑摩郡 開田村             | 明治14年3月 分立 長野県 西筑摩郡 末川村 | 長野県 西筑摩郡 開田村     | 長野県 西筑摩郡 開田村                          | 長野県 西筑摩郡 開田村                    | 長野県 木曽郡 開田村                             | 平成17年11月1日 長野県 木曽郡 木曽町 | 長野県 木曽郡 木曽町 |
| 信濃国 筑摩郡 三尾村 | 明治7年9月7日 筑摩県 筑摩郡 三岳村  | 長野県 筑摩郡 三岳村 | 長野県 西筑摩郡 三岳村             | 長野県 西筑摩郡 三岳村                  | 長野県 西筑摩郡 三岳村     | 長野県 西筑摩郡 三岳村                          | 長野県 西筑摩郡 三岳村                    | 長野県 木曽郡 三岳村                             | 平成17年11月1日 長野県 木曽郡 木曽町 | 長野県 木曽郡 木曽町 |
| 信濃国 筑摩郡 黒沢村 | 明治7年9月7日 筑摩県 筑摩郡 三岳村  | 長野県 筑摩郡 三岳村 | 長野県 西筑摩郡 三岳村             | 長野県 西筑摩郡 三岳村                  | 長野県 西筑摩郡 三岳村     | 長野県 西筑摩郡 三岳村                          | 長野県 西筑摩郡 三岳村                    | 長野県 木曽郡 三岳村                             | 平成17年11月1日 長野県 木曽郡 木曽町 | 長野県 木曽郡 木曽町 |

## 政治

### 行政

#### 町長
- 町長：原 久仁男　2013年11月28日就任（3期目）。前副町長。

#### 広域連合
- 木曽広域連合

### 議会

#### 町議会
- 議員定数：12人（任期：2025年11月26日まで）
- 議長：千村孝男

## 国家機関
- 長野家庭裁判所木曾福島出張所
- 木曾福島簡易裁判所
- 長野地方検察庁松本支部
  - 木曾福島区検察庁
- 長野地方法務局 木曽支局
- 財務省国税庁関東信越国税局
  - 木曽税務署
- 厚生労働省
  - 長野労働局 木曽福島公共職業安定所
- 農林水産省
  - 林野庁中部森林管理局木曽森林管理署 
    - 開田森林事務所
    - 木曽福島事務所
    - 木曽森林環境保全ふれあいセンター
- 国土交通省中部地方整備局飯田国道事務所
  - 木曽維持出張所

## 施設

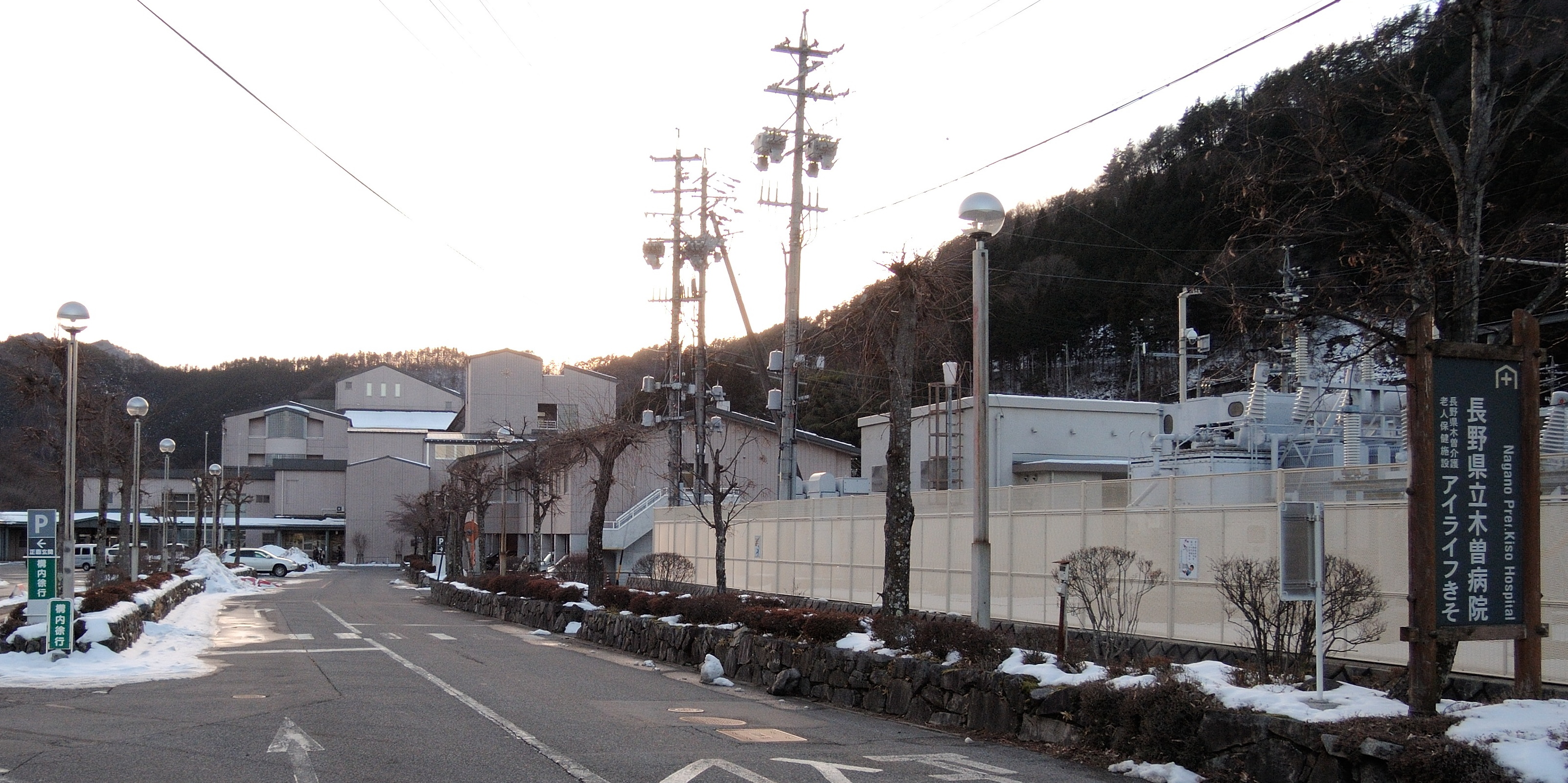
長野県立木曽病院

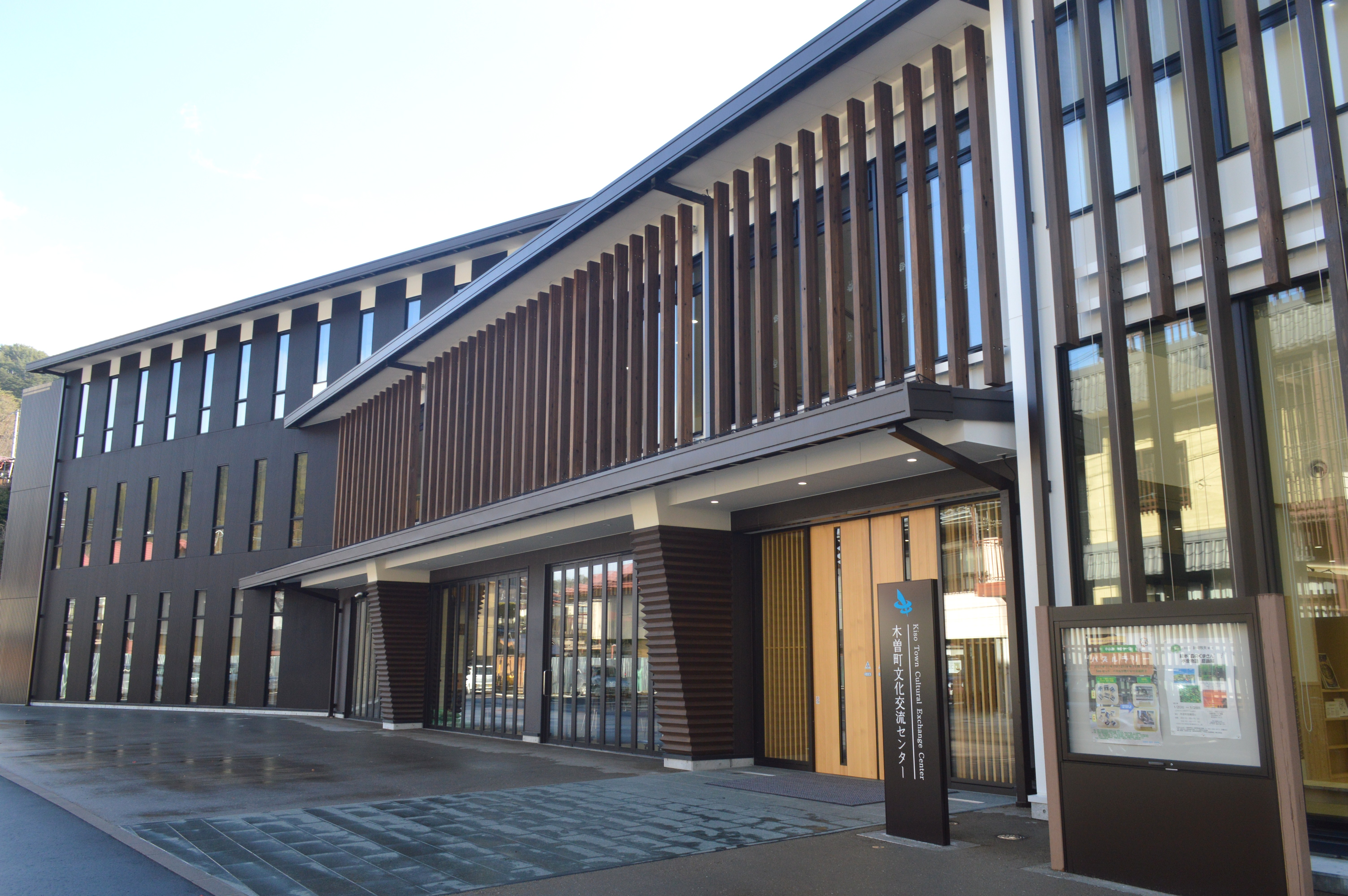
木曽文化交流センター

### 警察
本部
- 長野県警察木曽警察署
  - 木曽福島駅前交番
  - 日義警察官駐在所
  - 開田高原警察官駐在所
  - 三岳警察官駐在所

### 消防
本部
- 木曽広域連合

消防署
- 木曽広域消防本部
  - 木曽消防署
  - 救急分遣所

### 医療
主な病院
- 長野県立木曽病院

### 郵便局
主な郵便局
- 木曽福島郵便局

### 文化施設
- 木曽文化交流センター
  - 木曽町図書館
- 木曽福島郷土館
- 御料館
- 木曽文化公園

## 対外関係

### 姉妹都市・提携都市

#### 国内
提携都市
- 福島町（北海道 渡島総合振興局 松前郡）
- 松浦市（九州地方 長崎県）
- 志摩市（近畿地方 三重県）
- みよし市（中部地方 愛知県）[4]
- 湖西市（中部地方 静岡県）

## 経済・産業

### 第一次産業
林業
- 木曽檜

### 第三次産業
観光業
スキー場や中山道福島宿など
商業施設
- イオンリテール（イオングループ）
  - イオン木曽福島店

## 情報・通信

### マスメディア

#### 放送局
テレビ放送
- 木曽広域ケーブルテレビ

#### 中継局
- 木曽福島中継局
- NHK木曽ラジオ中継局

## 生活基盤

### ライフライン

#### 電力
発電所
- 三尾発電所 - 関西電力の水力発電所

## 教育・研究機関

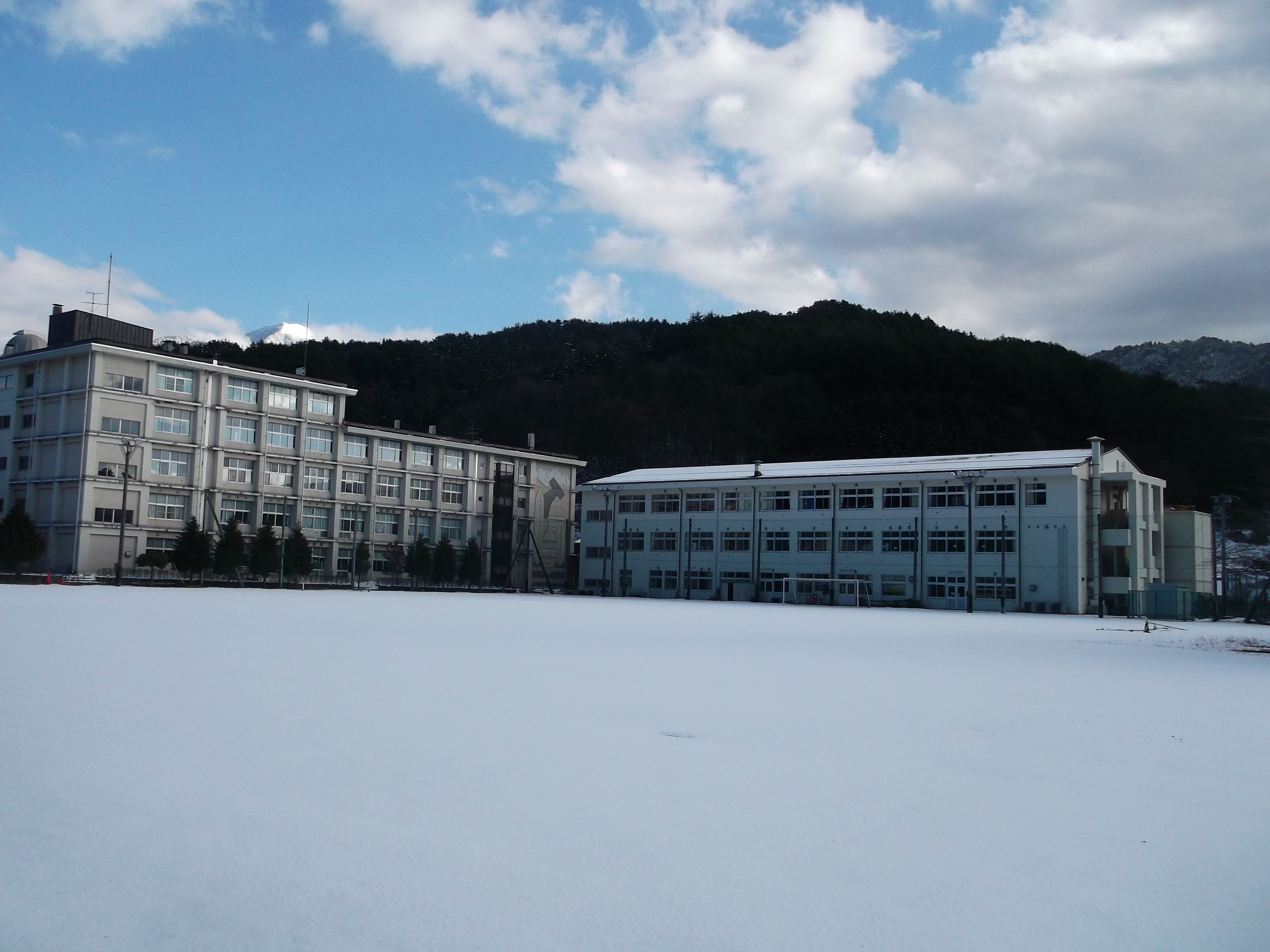
木曽青峰高等学校

### 大学
国立
- 東京大学大学院理学系研究科附属 天文学教育研究センター 木曽観測所
- 名古屋大学 太陽地球環境研究所 木曽観測所
- 名古屋大学　御嶽山火山研究施設

### 専修学校
- 信州木曽看護専門学校
- 長野県林業大学校（専修学校専門課程）

### 高等学校
公立
- 長野県木曽青峰高等学校

### 中学校
町立（3校）
- 木曽町立木曽町中学校
- 木曽町立日義中学校
- 木曽町立開田中学校

### 小学校
町立（4校）
- 木曽町立福島小学校
- 木曽町立日義小学校
- 木曽町立開田小学校
- 木曽町立三岳小学校

### 特別支援学校
公立
- 長野県木曽養護学校

## 交通

### 鉄道

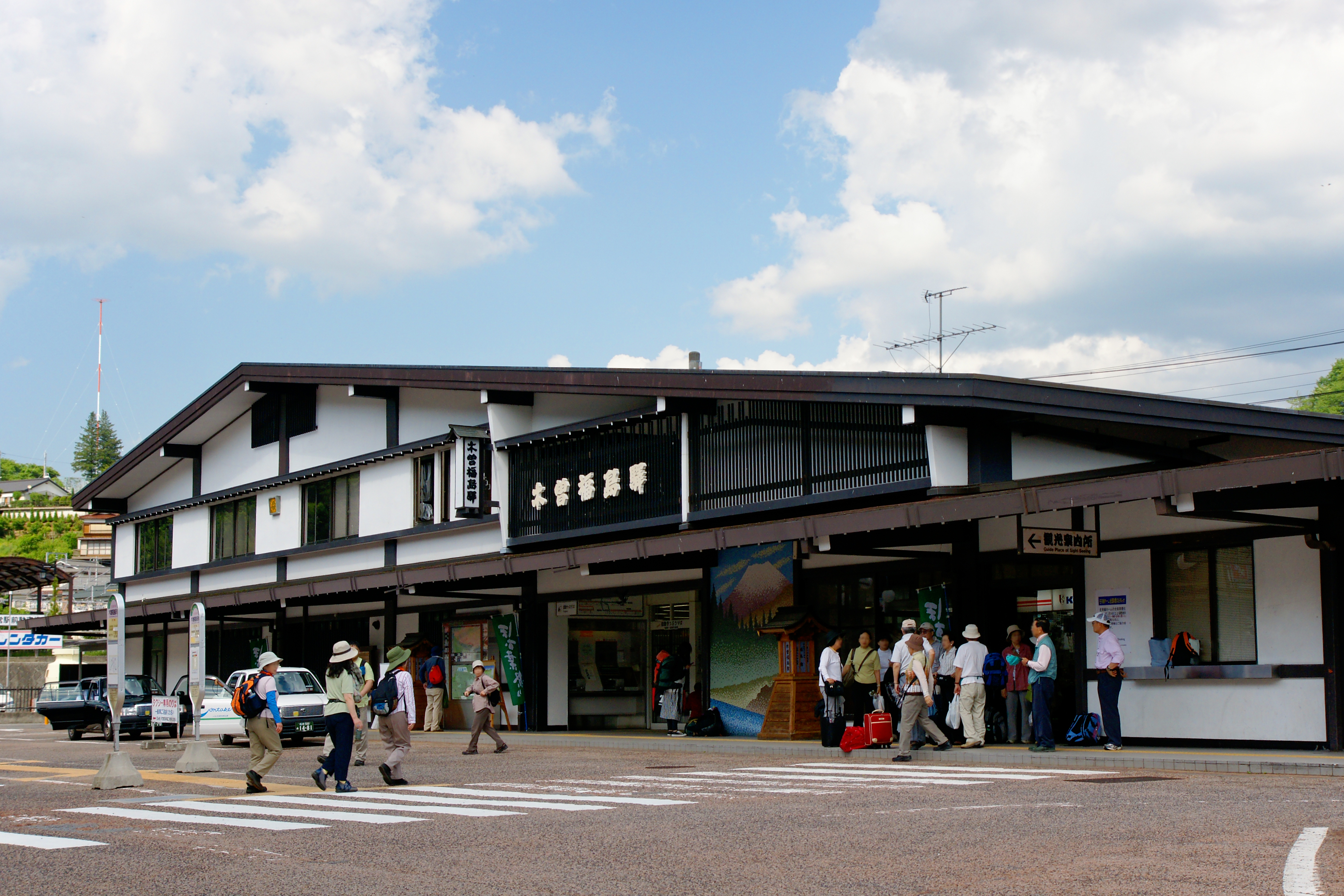
木曽福島駅

中心となる駅：木曽福島駅

#### 鉄道路線
東海旅客鉄道（JR東海）
- ■中央本線：- 宮ノ越駅 - 原野駅 - 木曽福島駅 -

### バス

#### 路線バス
- おんたけ交通
- 木曽町生活交通システム（木曽っ子号）

#### 高速バス
- おんたけ交通
- 京王バス東
  - バスタ新宿 - 木曽福島駅間に1日2往復（各社1往復ずつ担当）

### 道路
- 伊那木曽連絡道路

#### 国道
- 国道19号
- 国道361号

#### 県道
主要県道
- 長野県道20号開田三岳福島線

### 道の駅
- 道の駅木曽福島
- 道の駅日義木曽駒高原
- 道の駅三岳

## 観光

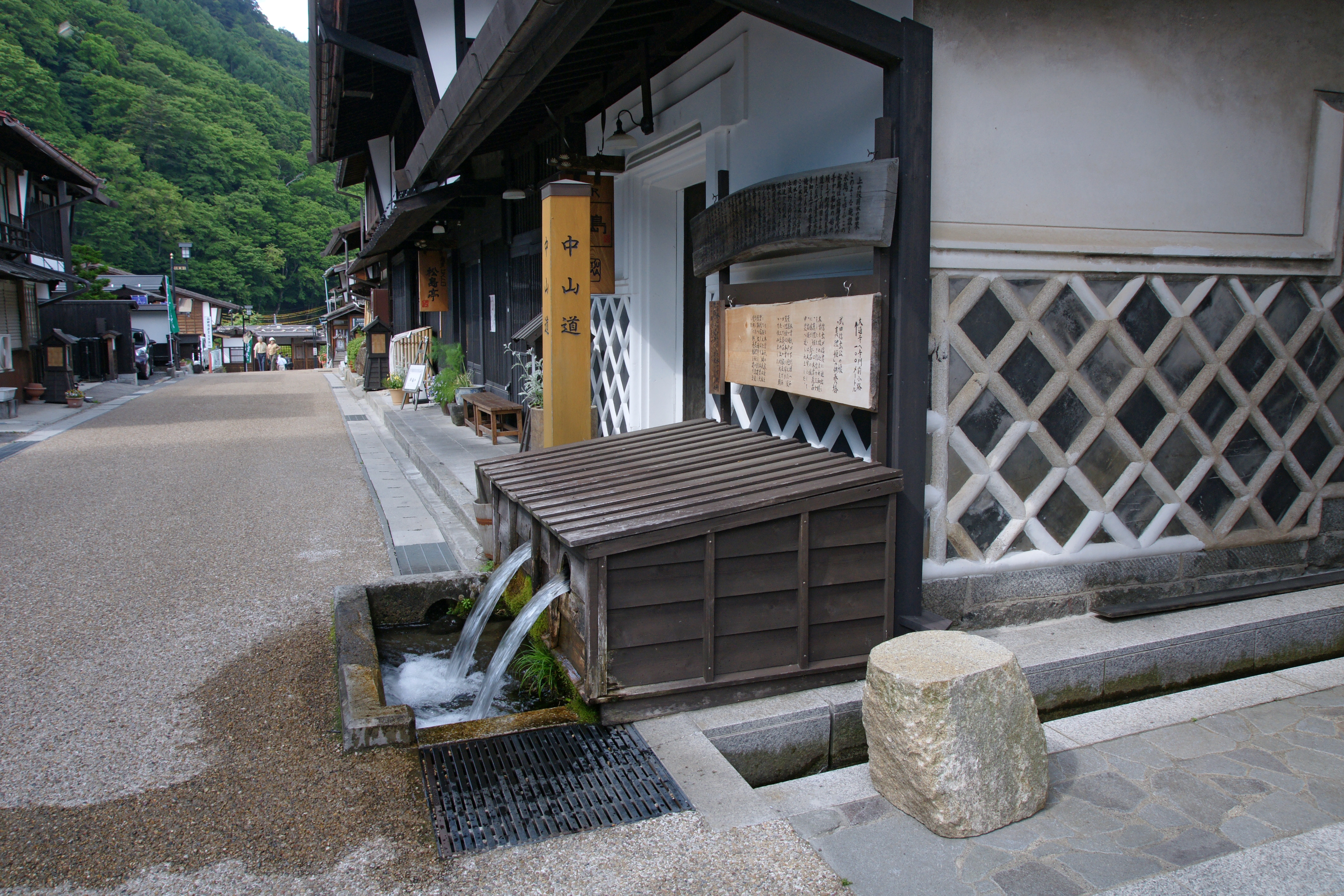
中山道福島宿上の段

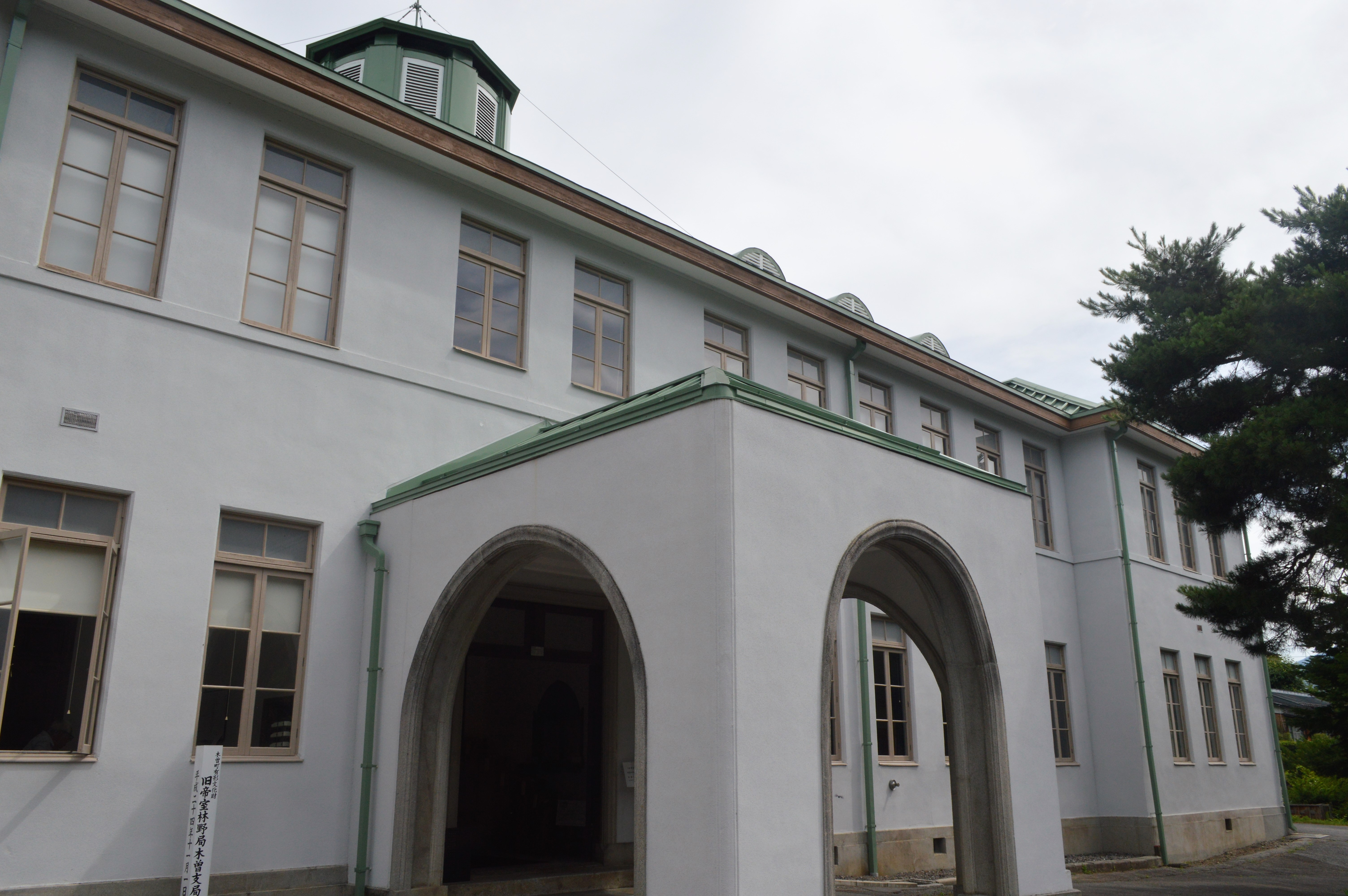
御料館

### 名所・旧跡
史跡
- 福島関所

主な城郭・屋敷
- 木曽福島城
- 山村代官屋敷

### 寺院
福島
- 興禅寺
- 長福寺
- 大通寺
- 西方寺
- 久昌院
- 了源寺
- 願行寺

三岳
- 普門寺
- 大泉寺

日義
- 徳音寺
- 林昌寺

開田高原
- 瑞松寺
- 源流寺

### 主な神社
- 水無神社
- 黒沢御嶽神社
- 旗挙八幡宮
- 南宮神社
- 木曽御嶽本教
- 白山神社

街道
- 中山道
  - 福島関所跡（4大関所の一つ）
  - 福島宿上の段
  - 宮ノ越宿

### 観光スポット
- 御嶽山
  - 木曽町御嶽山ビジターセンター「さとテラス三岳」 - 長野県立御嶽山ビジターセンター「やまテラス王滝」（王滝村）とともに御嶽山ビジターセンターを構成する。
- 油木美林
- 木曽馬の里
- きそふくしまスキー場
- 開田高原マイアスキー場
- おんたけロープウェイ
- 御料館
- 山下家住宅
- 木曽福島郷土館
- 開田郷土館
- 木曽おもちゃ美術館
- 木曽駒高原冷水公園
- 水の郷百選：旧木曽福島町地域

## 文化・名物

### 名産・特産
- すんき漬け

## 出身関連著名人

義仲館にある木曽義仲・巴御前像。宮ノ越

### 出身著名人
- 木曾義仲 - 平安時代の武将（出生地は埼玉県比企郡嵐山町）。源頼朝の従兄弟。
- 巴御前 - 平安時代の女武将。中原兼遠の娘。
- 山村蘇門 - 江戸中期〜後期の代官　九代目。
- 遠藤五平太-幕末の武士、中西派一刀流の剣術家。
- 遠藤於莵 - 建築家
- 中山蕃 - 陸軍軍人、旧木曽福島町出身
- 小野秀一 - 実業家、政治家、衆議院議員。
- 村井仁 - 政治家、長野県知事。元国家公安委員長。旧木曽福島町出身。
- 鈴木良雄 - ベーシスト作曲家、旧木曽福島町出身。
- 田中要次 - 俳優、旧木曽福島町出身。
- 中谷文彦 - NHKアナウンサー。
- 井口智明 - 実業家、旧日義村出身。
- IGUA - シンガーソングライター、旧三岳村出身
- 三田尚希 - プロサッカー選手、AC長野パルセイロ所属。